# Liste der Naturschutzgebiete im Landkreis Elbe-Elster
Im Brandenburger Landkreis Elbe-Elster gibt es 26 Naturschutzgebiete (Stand Februar 2017).
| Name des Gebietes                        | Bild           | Kennung | WDPA      | Landkreis / Stadt                                      | Beschreibung / Bemerkungen | Standort | Fläche in Hektar | Datum der Verordnung   |
| ---------------------------------------- | -------------- | ------- | --------- | ------------------------------------------------------ | -------------------------- | -------- | ---------------- | ---------------------- |
| Alte Elster und Rieke                    |                | 1340    | 14432     | Landkreis Elbe-Elster                                  |                            | Position | 175,64           | 26.03.1981, 01.07.2007 |
| Alte Röder bei Prieschka                 | weitere Bilder | 1373    | 162094    | Landkreis Elbe-Elster                                  |                            | Position | 78,65            | 26.03.1981, 01.07.2007 |
| Bergbaufolgelandschaft Grünhaus          | weitere Bilder | 1596    | 378057    | Landkreis Elbe-Elster, Landkreis Oberspreewald-Lausitz |                            | Position | 1780,78          | 28.11.2006             |
| Buchwald                                 |                | 1355    | 162622    | Landkreis Elbe-Elster                                  |                            | Position | 36,13            | 26.03.1981             |
| Der Loben                                | weitere Bilder | 1369    | 14427     | Landkreis Elbe-Elster, Landkreis Oberspreewald-Lausitz |                            | Position | 702,45           | 26.03.1981, 01.07.2007 |
| Drehnaer Weinberg und Stiebsdorfer See   | weitere Bilder | 1594    | 329334    | Landkreis Elbe-Elster, Landkreis Dahme-Spreewald       |                            | Position | 154,47           | 11.09.2004             |
| Forsthaus Prösa                          | weitere Bilder | 1368    | 163133    | Landkreis Elbe-Elster                                  |                            | Position | 3788,79          | 21.05.1996             |
| Friedersdorfer Tiergarten                |                | 1335    | 163151    | Landkreis Elbe-Elster                                  |                            | Position | 13,84            | 26.03.1981             |
| Gahroer Buchheide                        |                | 1325    | 14434     | Landkreis Elbe-Elster                                  |                            | Position | 106,78           | 26.03.1981             |
| Gohrische Heide                          |                | 1523    | 318446    | Landkreis Elbe-Elster                                  |                            | Position | 232,89           | 29.07.2003             |
| Hohe Warte                               |                | 1349    | 163739    | Landkreis Elbe-Elster                                  |                            | Position | 89,1             | 26.03.1981             |
| Hohenleipisch                            | weitere Bilder | 1608    | 344588    | Landkreis Elbe-Elster                                  |                            | Position | 166,48           | 09.12.2005             |
| Hölle                                    |                | 1316    | 163761    | Landkreis Elbe-Elster                                  |                            | Position | 10,3             | 26.03.1981             |
| Kleine Röder                             |                | 1623    | 555546323 | Landkreis Elbe-Elster                                  |                            | Position | 381,31           | 10.06.2011             |
| Kleine Wiesen - An den Horsten bei Kahla | weitere Bilder | 1493    | 344592    | Landkreis Elbe-Elster                                  |                            | Position | 21,74            | 11.03.2005             |
| Lauschika                                |                | 1376    | 318719    | Landkreis Elbe-Elster                                  |                            | Position | 32,45            | 12.12.2003             |
| Lehmannsteich                            |                | 1331    | 14433     | Landkreis Elbe-Elster                                  |                            | Position | 140,54           | 26.03.1981             |
| Lönnewitzer Heide                        | weitere Bilder | 1538    | 318748    | Landkreis Elbe-Elster                                  |                            | Position | 160,99           | 18.10.2003             |
| Luckreichgebiet                          |                | 1603    | 389622    | Landkreis Elbe-Elster                                  |                            | Position | 326,62           | 18.04.2008             |
| Oelsiger Luch                            |                | 1336    | 318907    | Landkreis Elbe-Elster                                  |                            | Position | 39,46            | 13.12.2002             |
| Schadewitz                               |                | 1362    | 165348    | Landkreis Elbe-Elster                                  |                            | Position | 33,83            | 26.03.1981             |
| Schadewitzer Feuchtbiotop                |                | 1153    | 165349    | Landkreis Elbe-Elster                                  |                            | Position | 43,27            | 09.05.1992             |
| Schweinert                               | weitere Bilder | 1350    | 165526    | Landkreis Elbe-Elster                                  |                            | Position | 110,38           | 27.01.1999             |
| Suden bei Gorden                         |                | 1367    | 165779    | Landkreis Elbe-Elster                                  |                            | Position | 90,73            | 26.03.1981, 01.07.2007 |
| Tanneberger Sumpf - Gröbitzer Busch      |                | 1342    | 319197    | Landkreis Elbe-Elster                                  |                            | Position | 46,82            | 29.03.2003             |
| Untere Pulsnitztalniederung              | weitere Bilder | 1375    | 378373    | Landkreis Elbe-Elster                                  |                            | Position | 667,69           | 31.05.2006             |